# غوس أريولا
غوس أريولا (بالإنجليزية: Gus Arriola)‏ هو فنان قصص مصورة ورسام رسوم متحركة ورسام كارتون أمريكي، ولد في 17 يوليو 1917 في فلورنس في الولايات المتحدة، وتوفي في 2 فبراير 2008 في كارميل-بي-ثي-سي في الولايات المتحدة بسبب مرض باركنسون.